# Radio Disney
Radio Disney (nombre legal: Radio Disney, Inc.) fue una estación radial estadounidense perteneciente a The Walt Disney Company y operado por Walt Disney Television a través de Disney Channel Worldwide, que reproducía música y otros contenidos destinados a niños y adolescentes y puede ser descrito como un formato de radio hit juvenil contemporáneo, dirigida con gran énfasis en los ídolos de los adolescentes. La cadena tiene sede en Burbank, California.
Radio Disney tenía el formato como el de una estación de radio tradicional, con entrega de premios (en el que los oyentes pueden entrar a través del teléfono, por internet y desde 2008, a través de mensajes de texto) y ocasionalmente en el estudio de entrevistas llamado "Takeovers", que generalmente se producen durante la semana por la tarde.

## Historia

### 1996-2001: comienzo
Radio Disney fue lanzado el 18 de noviembre de 1996 (coincidiendo el debut con el aniversario 68 del cortometraje Steamboat Willie) a las 5:58 AM, hora del este, con la canción "Get Ready For This". Su lema era "We're all ears (Somos todo oídos)" que se utilizó en jingles. Radio Disney comenzó con canciones que sonaron en el Top-40 de las estaciones como éxitos populares y canciones de diversos programas de dibujos animados y películas. Algunos analistas de los medios, compararon el producto Radio Disney con una mezcla de artistas amigos de los niños y concursos de música; formatos y ritmo tomados de la legendaria ABC, propietaria de las 40 estaciones más importantes del pasado, como WABC o WLS, quienes habían abandonado hacía mucho tiempo a su audiencia juvenil para realizar formatos de entrevistas orientados a los adultos.
Los artistas destacados en la red en sus primeros años incluyeron a 98 Degrees, Backstreet Boys, Bowling for Soup, Britney Spears, Christina Aguilera, Destiny's Child, Hanson, Jessica Simpson, Mandy Moore, 'N Sync, A-Teens, Aaron Carter, Dream Street, Hoku, Eiffel 65, Jump5, 3LW y las Spice Girls. La estación se volvió muy popular entre los niños, preadolescentes y adolescentes. En el año 2000, varios artistas como Lil Romeo, No Secrets, Play, entre otros, se hicieron populares gracias a la estación. Su lema fue cambiado a "Music And Prizes That Rock! Más tarde, en 2001, Radio Disney aumentó su límite de edad permitida de 12 a 18 años, para que pudieran ganar premios y también para ganar más dinero.

### 2001-2007: La era de las estrellas de Disney Channel
Cerca de fines de 2001, Radio Disney comenzó a estar estrechamente vinculado con los cantantes y actores de Disney Channel, lo que se muestra a partir de Hilary Duff y Raven Symoné. Después siguieron Miley Cyrus, Mitchel Musso, y más recientemente con los Jonas Brothers, Demi Lovato, Selena Gomez, Bridgit Mendler, entre otros. Esto ha causado un poco de controversia ya que algunas personas consideran que la mayoría de los actores de Disney Channel están simplemente tratando de comenzar una carrera como cantante.
Durante este tiempo, también marcó el inicio de su lema actual: "Your Music, Your Way (Tu música, Tu manera)". En 2002, se estrenaron los primeros "Radio Disney Music Awards". Se trata de una ceremonia de premios de música que se ha celebrado cada año desde entonces.
En 2004, Disney pagó a Children's Broadcasting Corporation (que operaba la Radio Aahs) $ 12,4 millones. Disney había colaborado con Radio Aahs durante un tiempo antes de la puesta en marcha de Radio Disney como un competidor directo de la empresa con sede en Minneapolis, que alcanzó cerca de 30 estaciones en su apogeo; los propietarios de Aahs fueron demandados por daños y perjuicios a causa de un incumplimiento de contrato.
El 2006 fue el Décimo Aniversario de Radio Disney desde su primera emisión; la retransmisión de la primera hora de emisión salió al aire el 6 de junio de 2006 a las 16:58, hora del este, en algunas filiales, como WQEW. Asimismo, como parte de su décimo aniversario, el concierto "Totally 10 Birthday Concert", se celebró el 22 de julio de 2006 en el Arrowhead Pond de Anaheim, California. También incluyó una transmisión simultánea en vivo en el sitio web de Radio Disney. Una segunda tuvo lugar en Dallas, Texas el 18 de noviembre de 2006 en el Centro de Convenciones de Dallas.
En febrero de 2006, The Walt Disney Company anunció la venta de gran parte de sus holdings radiales a Citadel Broadcasting, aunque Disney optó por conservar la propiedad de Radio Disney, ESPN Radio y sus estaciones propias y operadas. Las operaciones de Radio Disney se transfirieron a Disney-ABC Cable Networks (hoy Disney–ABC Television Group), que se encarga de las explotaciones de televisión por cable de Disney, a excepción de ESPN.

### 2007-2014: Cambios en Radio Disney

Logo anterior, utilizado entre 2008 y 2010.

En abril de 2007, Radio Disney abandonó por completo la palabra "Ears" (de su primer lema: "We're all ears!", que traducido sería "Somos todo oídos!"), también de su viejo número de teléfono, de su correo, y de la programación diaria de Playhouse Disney. Desde el debut de la red, Radio Disney era parte del grupo ABC Radio Networks. Esto cambió en junio de 2007, cuando Disney decidió no sumar a Radio Disney y a ESPN Radio en la venta de ABC Radio a Citadel Broadcasting.
Radio Disney ha estado añadiendo más canciones de shows originales de Disney Channel, así como la música producida a partir de otros grupos musicales para adolescentes, varios de los cuales están asociados con Walt Disney Records, Buena Vista Records o Hollywood Records.  La programación con el nombre de Radio Disney Junior (ex Playhouse Disney) se redujo una hora (originalmente fue un bloque de 2 horas).
En noviembre de 2008, Radio Disney trasladó su sede en Dallas, Texas a Burbank, California.
En junio de 2009, Radio Disney volvió a aumentar la edad máxima para ganar premios, esta vez hasta los 16 años de edad.
En enero de 2010, Radio Disney solicitó el permiso de la Comisión Federal de Comunicaciones para "silenciar" cinco estaciones propias (junto a una sexta operada a través de alianzas con otra empresa), mientras que las estaciones estaban a la venta. El 28 de enero de 2010, los acuerdos de venta se han anunciado para dos de las cinco estaciones.
En octubre de 2012, Radio Disney dio a conocer un nuevo diseño de su página web. El nuevo sitio era una versión muy simplificada de su diseño anterior, eliminando muchas de las características del sitio antiguo. La nueva web era una versión muy simplificada del antiguo sitio web, lo que elimina muchas de las características de la versión antigua. Sin embargo, la página web fue cambiada a mediados del año 2013.
En junio de 2013, The Walt Disney Company anunció la venta de 7 estaciones propias, con el fin de reorientar la distribución de difusión de Radio Disney en el top-25 markets (las estaciones fueron silenciadas entre julio y octubre).
Para febrero de 2014, la cadena dejó de tener estaciones no pertenecientes a The Walt Disney Company.

### 2014-2021: Reducción de personal y enfoque en plataformas digitales
El 10 de abril de 2014, se anunció que el programa Top 30 Countdown se convertiría en un programa de radio sindicado, distribuido por Rick Dees a través de Dees Entertainment.
El 13 de agosto de 2014, el gerente general de Radio Disney Phil Guerini anunció planes para vender todas las estaciones de Radio Disney restantes en septiembre de 2014 (excepto KDIS), con el fin de centrarse más en la programación de la cadena, eventos de marca, y sistemas digitales; informes de audiencia indicaron que la mayoría de la audiencia de Radio Disney escuchó la red a través de la radio por satélite y otras plataformas digitales, y sólo el 18% a través de la radio terrestre. KDIS seguirá funcionando para servir como el creador de la programación de Radio Disney. Originalmente, esas estaciones iban a dejar de transmitir el 26 de septiembre, sin embargo, seguirán transmitiendo la programación de Radio Disney hasta que sean vendidas.
En 2021 Radio Disney dejó de emitirse debido a la pandemia del COVID-19 y una restructuración interna de la empresa. Destacar la cadena de Latinoamérica no se verá afectado, al ser un contrato independiente con diferentes empresas.

## Programación
Radio Disney transmite una gran selección de canciones de las estrellas y los programas de Disney Channel, junto con canciones populares de artistas de R&B que se escuchan en las estaciones de radio de pop convencional.

### Lista de programas transmitidos por Radio Disney
- Morgan & Maddy in the Morning: Un programa de la mañana, que se estrenó el 1 de abril de 2013. El programa es conducido por Morgan Tompkins y Maddy Whitby.[8]
- Radio Disney Junior: El 9 de febrero de 2011, se anunció que Radio Disney estrenaría un nuevo bloque infantil dirigido a niños de 2-7 años de edad y sus padres. El bloque de la música va de 12:00 PM a 1:00 PM ET. Se puso en marcha el 14 de febrero de 2011, coincidiendo con el estreno del programa de la mañana Disney Junior en Disney Channel.[9] El bloque está conducido por Genevieve Goings.
- Saturday Night Party: Programa que sale al aire en las noches de sábado y es conducido por Alex Angelo, el programa cuenta con la música dance, incluyendo remixes de canciones populares.
- El Dot Com Top 3: El Dot Com Top 3 emite todas las noches a las 8:00 p. m. hora del Este, desde 2013 (anteriormente, fue emitido a las 9:30 p. m. ET). Es conducido por Brooke Taylor y ofrece las tres canciones más solicitadas del día.
- Radio Disney's Top 30 (originalmente Top 30 Countdown): Es el programa de más larga duración, conducido por Ernie D. Las canciones que reciban más solicitudes durante la semana que se incluyen en el Countdown, transmitido en orden descendente (del puesto 30 al 1). El Top 30 Countdown se transmite en vivo los sábados de 10 a. m. a 1 p. m. (tiempo del este) con repetición los domingos de 2 a 5 p. m..

### Programas anteriores
- Connect Family: Originalmente llamado Family Fun Day, el programa fue rebautizado a principios de abril de 2007 como Family Connect; fue conducido por Ernest "Ernie D." Martínez y Blake Kuhre. Entre canciones, los padres y los niños hablaban con los DJs de cómo pasan tiempo juntos, su vida familiar y participaban en concursos de juegos para ganar premios.
- Frequency Jam
- Mailbag Music
- Playhouse Disney: Fue un bloque infantil dirigido a niños de 2-7 años de edad y se transmitía entre las 12 PM y la 1 PM E.T. Era conducido por Robin, Tina, B. B. Good y Susan Huber, desde su creación. El bloque fue reemplazado por Radio Disney Junior.
- 'The Wakey Blakey Show: Un programa de radio matutino conducido por Blake Kuhre, que fue sustituido por Morgan & Maddy in the Morning en 2012.

### Radio Disney Music Awards
Desde 2002, Radio Disney celebra una ceremonia de premiación anual, la Radio Disney Music Awards, en honor a los artistas de música popular que aparecen en la red. Similar a los Nickelodeon's Kids' Choice Awards, los chicos votan al ganador por cada categoría que incluyen "They're The One" (mejor grupo musical), "Ultimate Breakout Star" (El mejor Artista Viral), "The Bestest" (la canción del año), "Funniest Celebrity Take" (entrevista de la celebridad) y "So FANtastic" (los fanes más "feroces"). Los artistas que han ganado premios en ceremonias anteriores incluyen a Hilary Duff, Shakira, Miley Cyrus, Selena Gomez, One Direction, Ariana Grande, Taylor Swift y Justin Bieber.

### Segmentos y concursos
Además de los programas principales, Radio Disney realizaba una serie de segmentos dentro de la programación.
- 60 Seconds With (nombre del actor/acrtiz/artista): Un segmento con un minuto de duración de entrevistas y "takeovers" con celebridades.
- Code Word of the Day El "Código de la palabra del día" se reparte alrededor de cinco veces por hora. Si una persona conoce la palabra clave cuando él o ella llama la línea directa de Radio Disney (por lo general alrededor de las 6:30 p. m. ET), esa persona lleva un premio.
- Grand Prize Drawing
- NBT (Next Big Thing)
- Planet Premiere: Un cantante se sienta con Ernest "Ernie D." Martínez o Candice Huckeba ya que su más reciente álbum o canción se escucha por Radio Disney. Antes de que se reproduzca la canción el artista le dice a los oyentes cómo fue grabada la canción y cuál es su significado.
- Power Prize
- Radio Rewind: Un segmento de una canción se reproduce al revés y las personas que llaman trendrán de adivinar el nombre de esa canción. La canción por lo general reproduce de forma normal después de que alguien gane.
- Sound File: La noticia sobre la nueva música y artistas (las nuevas entradas aparecen por semana durante el Top 30 Countdown).
- Super Entry: Los ganadores de un concurso reciben 100 entradas en el sorteo del premio mayor. Cuando se inicia por primera vez el "Super Entry", el ganador obtendría 40 entradas.

## DJs
- Alex Angelo - Conductor DJ del Saturday Night Party.
- Brooke Taylor
- Candice Huckeba
- Ernest Martinez (Ernie D.) - Conductor del Radio Disney's Top 30.
- Morgan Tompkins and Maddy Whitby – Conductores del programa Morgan & Maddy in the Morning.

### Antiguos DJs
- Aaron Kannowski (era conocido como Aaron K) (2003 - 2008)
- Sharon Michaels (era conocida como BB Good) (1998 - 2008)
- Betsy (2008 - 2009)
- Blake Kuhre
- Brian Huen (1997–2013)
- Cherami Leigh (2007 - 2008)
- David Jordan (2001 - 2005)
- Dean Wendt (1996 - 2001)
- Don Crabtree (1996 - 2007)
- Eliot (2008)
- Giel Anderson (2003 - 2008)
- Halicia Ashford (Hallie)
- Jake Whetter
- Jim Hickly (2001 - 2005)
- Mark Sutherland (era conocido como Just Plain Mark) (1997 - 2001)
- Kara Edwards (1997 - 2001)
- Kim Stewart (1997 - 2000)
- Lee Cameron (1996 - 1999)
- Lenny (2006)
- Penny Nichols (2001)
- Robin Jones (1996 - 1997)
- Rita (2007)
- Kyle Hebert (era conocido como Squeege) (1996 - 2005)
- Sherry Rodgers (1996 - 2008)
- Sheryl Shannon (era conocida como Sheryl Brooks) (1996 - 2008)
- Susan Huber (1996 - 2008)
- Tina (1997 - 1998)
- Terri (2004 - 2008)
- Web Fingors (2001 - 2003)
- Gary Wallace (era conocido como Zippy) (1997 - 2001)

## Eslóganes
- "We're All Ears" Somos todo oídos (1996-2000)
- "Music And Prizes That Rock!" Música y premios que rockean (2000-2001)
- "Your Music, Your Way!" Tu música, tu manera (2001-2021)
- Radio Disney, la radio que te escucha (2001-2016)

## Disponibilidad

### Transmisión en línea
La transmisión en vivo de la programación de Radio Disney (a través de un Streaming) está disponible en RadioDisney.com y también está disponible en la sección Pop/Top 40 del sintonizador de radio de iTunes. El Streaming también está disponible a través de la aplicación móvil de Radio Disney para los dispositivos iOS de Apple y en las consolas Xbox 360 a través de la aplicación iHeartRadio.
De 1997 a 1999, la cadena transmitió digitalmente en formato RealAudio en la página web Disney.com. El servicio fue descontinuado en 1999, sólo para después reaparecer durante poco tiempo como un canal de streaming pre-instalado en la lista de medios de streaming de QuickTime 4. El servicio fue descontinuado de nuevo en el 2000, en coincidencia con el lanzamiento de QuickTime 5. En marzo de 2006, el streaming resurgió de nuevo en un formato de Windows Media Player, Radio Disney 2.0. Posteriormente, fue renovado en formato Flash de forma completa con letras y canciones reproducidas previamente. En octubre de 2011, se encuentra disponible un Streaming de Radio Disney en Canadá, a través de Family.ca, el sitio del canal de cable Family (que casualmente recibe gran parte de su programación del canal estadounidense Disney Channel).

### Sistemas de Radio y Televisión por suscripción
Radio Disney está disponible en Sirius XM Radio, y transmite tanto en Estados Unidos y Canadá en el canal 79. Anteriormente transmitió en Music Choice, disponible de forma digital en diferentes proveedores de televisión. Music Choice reemplazó a Radio Disney el 18 de septiembre de 2007, con su propio canal, "Kidz Only!", con un formato similar al de Radio Disney, pero con un formato de música con menos interrupciones. Radio Disney se podía oír previamente en el canal 867 de DirecTV, hasta que la empresa de TV por satélite cambió el sistema de música digital de XM Radio por el de Sonic Tap, el 9 de febrero de 2010. Algunos proveedores de cable digital con servicios de radio, ofrecen Radio Disney como selección emisión de radio en directo, aunque otros proveedores (como Dish Network) no lo hacen.

### Estaciones de radio
A pesar de ser la música orientada, la cadena transmite principalmente en estaciones AM. A pesar de su actual posición, muchas de estas estaciones tienen diversas historias. Muchos de los indicativos de las estaciones afiliadas a Radio Disney en la actualidad, son variaciones sobre el nombre de Disney y el de Mickey Mouse y Minnie Mouse, aunque hay al menos un indicativo que es una variante del nombre de Goofy.
The Walt Disney Company es la dueña de todas las estaciones afiliadas a la cadena. Anteriormente, algunas estaciones fueron operadas a través de acuerdos de comercialización locales que tienen distintos grados de gestión local, pero la última estación no perteneciente a The Walt Disney Company, dejó de transmitir en 2014.
El 13 de agosto de 2014, se reveló que todas las restantes estaciones de Radio Disney, excluyendo KDIS, iban a ser vendidos en un esfuerzo por centrarse más en la distribución digital de la cadena. KDIS será retenido para servir como el creador de la programación de Radio Disney, y las operaciones de la estación serán asumidos por el personal nacional de la cadena.
| Estaciones de Radio propias | Estaciones de Radio propias | Estaciones de Radio propias              | Estaciones de Radio propias |
| Indicativo                  | Frecuencia                  | Localización                             | HD Radio                    |
| --------------------------- | --------------------------- | ---------------------------------------- | --------------------------- |
| KMIK                        | 1580                        | Phoenix, Arizona                         | Sí                          |
| KDIS                        | 1110                        | Los Ángeles, California (Sede principal) | Sí                          |
| KDDZ                        | 1690                        | Denver, Colorado                         | Sí                          |
| WWMI                        | 1380                        | Tampa, Florida                           | Sí                          |
| WRDZ                        | 1300                        | Chicago, Illinois                        | Sí                          |
| KDIZ                        | 1440                        | Minneapolis, Minnesota                   | Sí                          |
| WSDZ                        | 1260                        | San Luis, Misuri                         | Sí                          |
| KDZR                        | 1640                        | Portland, Oregón                         | Sí                          |

## Radio Disney a nivel internacional
A nivel internacional, cuenta con presencia en 18 países del mundo

### En Latinoamérica
Cuenta con presencia en los siguientes países:
- Argentina
- Bolivia
- Brasil
- Chile
- Costa Rica
- Ecuador
- México
- Panamá
- Paraguay
- Perú
- República Dominicana
- Uruguay